# Loreta Janeta Velázquez
Loreta Janeta Velázquez, född 1842, död 1923, var en amerikansk memoarförfattare.  
Hon utgav memoarerna The Woman in Battle: A Narrative of the Exploits, Adventures, and travels of Madame Loreta Janeta Velázquez, Otherwise Known as Lieutenant Harry T. Buford, Confederate States Army (1876). Hon uppgav sig ha tjänstgjort i den amerikanska armén under det amerikanska inbördeskriget (Konfederationen) som man under namnet Harry T. Buford. Hon uppgav att hon hade blivit upptäckt men sedan verkat som spion för Konfederationen. 
Hennes uppgifter togs som fakta under hennes livstid, men de är obekräftade och har ifrågasatts av vissa forskare.